# سیارک ۱۰۴۳۳
سیارک ۱۰۴۳۳ (به انگلیسی: 10433 Ponsen، نامگذاری:4716P-L) ده هزار و چهارصد و سی و سومین سیارک کشف شده‌است که در ۲۴ سپتامبر ۱۹۶۰ کشف شد.